# Paul Charles
Paul Charles (Sint-Joost-ten-Node, 28 april 1885 - 6 april 1954) was een Belgisch politicus en minister voor de Katholieke Partij.

## Levensloop
Charles promoveerde tot doctor in de rechten aan de Katholieke Universiteit Leuven, waarna hij een loopbaan begon in de magistratuur. In 1911 werd hij benoemd tot substituut in Bergen, waarna hij in 1913 substituut werd in Brussel. In 1920 werd hij substituut van de procureur-generaal van het Hof van Beroep.
In 1925 werd hij benoemd tot juridisch raadgever op het ministerie van Koloniën. In 1927 werd hij door de toenmalige minister van Koloniën Henri Jaspar benoemd tot kabinetsdirecteur en in 1929 werd hij secretaris-generaal op het ministerie. In mei 1931 was hij dan voor enkele weken zelf minister van Koloniën, een mandaat dat hij van 1934 tot 1935 opnieuw uitoefende.
Vanaf 1931 was hij administrateur-generaal van verschillende wetenschappelijke, energie, medische en transportbedrijven actief in Belgisch Congo. In januari 1938 werd hij eveneens benoemd tot voorzitter van de raad van bestuur van de Bank van Belgisch Congo en later werd hij regent bij de Nationale Bank van België.